# 沙伊比夫卡
49°31′50″N 24°44′28″E / 49.53056°N 24.74111°E
沙伊比夫卡（羅馬化：Shaibivka）是位於烏克蘭西南部的村莊，由特諾皮爾州特諾皮爾區的納拉伊夫市鎮負責管轄。該村距離納拉伊夫2公里，面積0.93平方公里，海拔高度389米，2014年人口162。